# Raymond van Barneveld
Raymond van Barneveld (* 20. dubna 1967 Haag) je nizozemský profesionální hráč šipek, známý jako Barney nebo The Man. Je jedním z nejúspěšnějších hráčů šipek v historii, pětkrát se stal mistrem světa, (čtyřikrát na mistrovství BDO, jednou v PDC), dvakrát ovládl UK Open a titul získal také na turnajích Las Vegas Desert Classic, Grand Slam of Darts a Premier League Darts. Je také dvojnásobným vítězem World Masters a World Darts Trophy a trojnásobným vítězem International Darts League a WDF World Cup Singles.
Van Barneveld byl úspěšný také v týmových soutěžích, čtyřikrát získal titul na PDC World Cup of Darts (jednou s Coem Stompé a třikrát s Michaelem van Gerwenem) a jednou ovládl ve dvojici s Vincentem van der Voortem WDF World Cup Pairs. S Rolandem Scholtenem vyhrál PDC World Pairs.
Od ledna do června roku 2008 byl světovou jedničkou. Po vítězství nad Philem Taylorem ve finále mistrovství světa PDC 2007 vyrovnal s počtem 5 titulů Erica Bristowa, tito tři hráči jsou tak jediní, kteří dokázali alespoň 3krát mistrovství světa vyhrát. Spolu s Michaelem van Gerwenem patří mezi nejúspěšnější nizozemské hráče šipek a významně ovlivnil popularitu šipek v Nizozemsku. Je levák, ale šipky hraje pravou rukou.
V listopadu roku 2018 oznámil svůj záměr ukončit sportovní kariéru po mistrovství světa v roce 2020. Poté, co ho Michael van Gerwen v posledním zápase Premier League porazil 7–1, oznámil 28. března 2019 okamžité ukončení kariéry, další den ale svá slova odvolal. Kariéru skutečně ukončil po prohře 1–3 v prvním kole mistrovství světa 2020. Po devíti měsících ale oznámil, že se zúčastní Q-School a pokusí se k profesionálním šipkám opět vrátit, což se mu také podařilo.

## Výsledky na mistrovství světa

### BDO
- 1991: První kolo (porazil ho Keith Sullivan 0–3)
- 1993: Druhé kolo (porazil ho John Lowe 2–3)
- 1995: Finalista (porazil ho Richie Burnett 3–6)
- 1996: Druhé kolo (porazil ho Matt Clark 1–3)
- 1997: Druhé kolo (porazil ho Les Wallace 2–3)
- 1998: Vítěz (porazil Richieho Burnetta 6–5)
- 1999: Vítěz (porazil Ronnieho Baxtera 6–5)
- 2000: První kolo (porazil ho Chris Mason 1–3)
- 2001: Čtvrtfinále (porazil ho Ted Hankey 4–5)
- 2002: Čtvrtfinále (porazil ho Mervyn King 3–5)
- 2003: Vítěz (porazil Ritchieho Daviese 6–3)
- 2004: Semifinále (porazil ho Andy Fordham 4–5)
- 2005: Vítěz (porazil Martina Adamse 6–2)
- 2006: Finalista (porazil ho Jelle Klaasen 5–7)

### PDC
- 2007: Vítěz (porazil Phila Taylora 7–6)
- 2008: Třetí kolo (porazil ho Kevin Painter 2–4)
- 2009: Finalista (porazil ho Phil Taylor 1–7)
- 2010: Semifinále (porazil ho Simon Whitlock 5–6); 4. místo: (porazil ho Mark Webster 8–10 (legy)
- 2011: Čtvrtfinále (porazil ho Gary Anderson 1–5)
- 2012: První kolo (porazil ho James Richardson 0–3)
- 2013: Semifinále (porazil ho Phil Taylor 4–6)
- 2014: Třetí kolo (porazil ho Mark Webster 3–4)
- 2015: Semifinále (porazil ho Phil Taylor 2–6)
- 2016: Semifinále (porazil ho Adrian Lewis 3–6)
- 2017: Semifinále (porazil ho Michael van Gerwen 2–6)
- 2018: Čtvrtfinále (porazil ho Michael van Gerwen 4–5)
- 2019: Druhé kolo (porazil ho Darius Labanauskas 2–3)
- 2020: První kolo (porazil ho Darin Young 1–3)
- 2022: Druhé kolo (porazil ho Rob Cross 1–3)
- 2023: Třetí kolo (porazil ho Gerwyn Price 0–4)
- 2024: Osmifinále (porazil ho Luke Littler 1–4)
- 2025: Druhé kolo (porazil ho Nick Kenny 1–3)

## Finálové zápasy

### Major turnaje BDO: 17 (14 titulů)
| Legenda                          |
| -------------------------------- |
| Mistrovství světa (4–2)          |
| Winmau World Masters (2–1)       |
| World Darts Trophy (2–0)         |
| Zuiderduin Masters (3–0)         |
| International Darts League (3–0) |

| Výsledek  | No. | Rok  | Turnaj                         | Soupeř         | Skóre    |
| --------- | --- | ---- | ------------------------------ | -------------- | -------- |
| Finalista | 1.  | 1995 | Mistrovství světa              | Richie Burnett | 3–6 (s)  |
| Vítěz     | 1.  | 1998 | Mistrovství světa (1)          | Richie Burnett | 6–5 (s)  |
| Vítěz     | 2.  | 1999 | Mistrovství světa (2)          | Ronnie Baxter  | 6–5 (s)  |
| Vítěz     | 3.  | 2001 | Winmau World Masters (1)       | Jarkko Komula  | 4–2 (s)  |
| Vítěz     | 4.  | 2001 | Zuiderduin Masters (1)         | Andy Fordham   | 5–1 (s)  |
| Vítěz     | 5.  | 2003 | Mistrovství světa (3)          | Ritchie Davies | 6–3 (s)  |
| Vítěz     | 6.  | 2003 | International Darts League     | Mervyn King    | 8–5 (s)  |
| Vítěz     | 7.  | 2003 | World Darts Trophy             | Mervyn King    | 6–2 (s)  |
| Finalista | 2.  | 2003 | Winmau World Masters (1)       | Tony West      | 6–7 (s)  |
| Vítěz     | 8.  | 2003 | Zuiderduin Masters (2)         | Mervyn King    | 6–1 (s)  |
| Vítěz     | 9.  | 2004 | International Darts League (2) | Tony David     | 13–5 (s) |
| Vítěz     | 10. | 2004 | World Darts Trophy (2)         | Martin Adams   | 6–4 (s)  |
| Vítěz     | 11. | 2004 | Zuiderduin Masters (3)         | Ted Hankey     | 5–1 (s)  |
| Vítěz     | 12. | 2005 | Mistrovství světa (4)          | Martin Adams   | 6–2 (s)  |
| Vítěz     | 13. | 2005 | Winmau World Masters (2)       | Göran Klemme   | 7–3 (s)  |
| Finalista | 3.  | 2006 | Mistrovství světa (5)          | Jelle Klaasen  | 5–7 (s)  |
| Vítěz     | 14. | 2006 | International Darts League (3) | Colin Lloyd    | 13–5 (s) |

### Major turnaje PDC: 15 (6 titulů)
| Legenda                        |
| ------------------------------ |
| Mistrovství světa (1–1)        |
| World Matchplay (0–1)          |
| World Grand Prix (0–2)         |
| Grand Slam (1–0)               |
| Premier League (1–0)           |
| UK Open (2–0)                  |
| The Masters (0–2)              |
| Las Vegas Desert Classic (1–2) |
| US Open (0–1)                  |

| Výsledek  | No. | Rok  | Turnaj                       | Soupeř                | Skóre     |
| --------- | --- | ---- | ---------------------------- | --------------------- | --------- |
| Vítěz     | 1.  | 2006 | UK Open (1)                  | Barrie Bates          | 13–7 (l)  |
| Finalista | 1.  | 2006 | Las Vegas Desert Classic     | John Part             | 3–6 (s)   |
| Vítěz     | 2.  | 2007 | Mistrovství světa (1)        | Phil Taylor           | 7–6 (s)   |
| Finalista | 2.  | 2007 | US Open                      | Phil Taylor           | 1–4 (s)   |
| Vítěz     | 3.  | 2007 | UK Open (2)                  | Vincent van der Voort | 16–8 (l)  |
| Vítěz     | 4.  | 2007 | Las Vegas Desert Classic (1) | Terry Jenkins         | 13–6 (l)  |
| Finalista | 3.  | 2008 | World Grand Prix             | Phil Taylor           | 2–6 (s)   |
| Finalista | 4.  | 2009 | Mistrovství světa            | Phil Taylor           | 1–7 (s)   |
| Finalista | 5.  | 2009 | Las Vegas Desert Classic     | Phil Taylor           | 11–13 (l) |
| Finalista | 6.  | 2009 | World Grand Prix             | Phil Taylor           | 3–6 (s)   |
| Finalista | 7.  | 2010 | World Matchplay              | Phil Taylor           | 12–18 (l) |
| Vítěz     | 5.  | 2012 | Grand Slam of Darts (1)      | Michael van Gerwen    | 16–14 (l) |
| Vítěz     | 6.  | 2014 | Premier League Darts         | Michael van Gerwen    | 10–6 (l)  |
| Finalista | 8.  | 2015 | The Masters                  | Michael van Gerwen    | 6–11 (l)  |
| Finalista | 9.  | 2018 | The Masters                  | Michael van Gerwen    | 9–11 (l)  |

### Finálové zápasy na PDC World Series Finals: 5
| Legenda                     |
| --------------------------- |
| World Series of Darts (0–5) |

| Výsledek  | No. | Rok  | Turnaj                    | Soupeř             | Skóre     |
| --------- | --- | ---- | ------------------------- | ------------------ | --------- |
| Finalista | 1.  | 2013 | Dubai Darts Masters       | Michael van Gerwen | 7–11 (l)  |
| Finalista | 2.  | 2015 | Auckland Darts Masters    | Adrian Lewis       | 10–11 (l) |
| Finalista | 3.  | 2017 | Perth Darts Masters       | Gary Anderson      | 7–11 (l)  |
| Finalista | 4.  | 2018 | Auckland Darts Masters    | Michael van Gerwen | 4–11 (l)  |
| Finalista | 5.  | 2019 | New Zealand Darts Masters | Michael van Gerwen | 1–8 (l)   |

### Nezávislé major turnaje: 1 (1 titul)
| Výsledek | No. | Rok  | Turnaj           | Soupeř       | Skóre   |
| -------- | --- | ---- | ---------------- | ------------ | ------- |
| Vítěz    | 1.  | 2007 | Masters of Darts | Peter Manley | 7–0 (s) |

### Týmové turnaje PDC: 7 (6 titulů)
| Legenda           |
| ----------------- |
| World Cup (4–1)   |
| World Pairs (1–0) |

| Výsledek  | No. | Rok  | Turnaj                | Tým        | Spoluhráč          | Soupeři                                | Skóre     |
| --------- | --- | ---- | --------------------- | ---------- | ------------------ | -------------------------------------- | --------- |
| Vítěz     | 1.  | 1997 | World Pairs           | Nizozemsko | Roland Scholten    | Richie Burnett a Rod Harrington        | 18–15 (l) |
| Vítěz     | 2.  | 2007 | World Darts Challenge | USA        | John Kuczynski     | Phil Taylor a Ray Carver               | 14–11 (l) |
| Vítěz     | 3.  | 2010 | World Cup of Darts    | Nizozemsko | Co Stompé          | Wales – Mark Webster a Barrie Bates    | 4–2 (p)   |
| Vítěz     | 4.  | 2014 | World Cup of Darts    | Nizozemsko | Michael van Gerwen | Anglie – Phil Taylor a Adrian Lewis    | 3–0 (z)   |
| Finalista | 1.  | 2016 | World Cup of Darts    | Nizozemsko | Michael van Gerwen | Anglie – Phil Taylor a Adrian Lewis    | 2–3 (z)   |
| Vítěz     | 5.  | 2017 | World Cup of Darts    | Nizozemsko | Michael van Gerwen | Wales – Gerwyn Price a Mark Webster    | 3–1 (z)   |
| Vítěz     | 6.  | 2018 | World Cup of Darts    | Nizozemsko | Michael van Gerwen | Skotsko – Gary Anderson a Peter Wright | 3–1 (z)   |

## Výsledky na turnajích

### BDO
| Turnaj                     | 1990        | 1991        | 1992        | 1993        | 1994        | 1995        | 1996        | 1997        | 1998        | 1999        | 2000        | 2001        | 2002        | 2003        | 2004        | 2005        | 2006        | 2007        |
| -------------------------- | ----------- | ----------- | ----------- | ----------- | ----------- | ----------- | ----------- | ----------- | ----------- | ----------- | ----------- | ----------- | ----------- | ----------- | ----------- | ----------- | ----------- | ----------- |
| Mistrovství světa          | DNQ         | 1R          | DNQ         | 2R          | DNQ         | F           | 2R          | 2R          | W           | W           | 1R          | QF          | QF          | W           | SF          | W           | F           | PDC         |
| Winmau World Masters       | 3R          | 2R          | RR          | 2R          | 4R          | SF          | 4R          | 2R          | 2R          | 4R          | 1R          | W           | 2R          | F           | 4R          | W           | PDC         | PDC         |
| European Masters           | Nekonalo se | Nekonalo se | Nekonalo se | Nekonalo se | Nekonalo se | SF          | Nekonalo se | Nekonalo se | Nekonalo se | Nekonalo se | Nekonalo se | Nekonalo se | Nekonalo se | Nekonalo se | Nekonalo se | Nekonalo se | Nekonalo se | Nekonalo se |
| Zuiderduin Masters         | Nekonalo se | Nekonalo se | Nekonalo se | Nekonalo se | Nekonalo se | Nekonalo se | Nekonalo se | Nekonalo se | Nekonalo se | Nekonalo se | SF          | W           | SF          | W           | W           | QF          | NH          | PDC         |
| International Darts League | Nekonalo se | Nekonalo se | Nekonalo se | Nekonalo se | Nekonalo se | Nekonalo se | Nekonalo se | Nekonalo se | Nekonalo se | Nekonalo se | Nekonalo se | Nekonalo se | Nekonalo se | W           | W           | 2R          | W           | QF          |
| World Darts Trophy         | Nekonalo se | Nekonalo se | Nekonalo se | Nekonalo se | Nekonalo se | Nekonalo se | Nekonalo se | Nekonalo se | Nekonalo se | Nekonalo se | Nekonalo se | Nekonalo se | SF          | W           | W           | 2R          | 1R          | 1R          |

### PDC
| Turnaj                          | 2005        | 2006        | 2007        | 2008        | 2009        | 2010        | 2011        | 2011        | 2012        | 2013        | 2014        | 2015        | 2016              | 2017              | 2018              | 2019              | 2020        | 2021              | 2022              | 2023              | 2024              | 2025        |
| ------------------------------- | ----------- | ----------- | ----------- | ----------- | ----------- | ----------- | ----------- | ----------- | ----------- | ----------- | ----------- | ----------- | ----------------- | ----------------- | ----------------- | ----------------- | ----------- | ----------------- | ----------------- | ----------------- | ----------------- | ----------- |
| Hodnocené televizní turnaje     |             |             |             |             |             |             |             |             |             |             |             |             |                   |                   |                   |                   |             |                   |                   |                   |                   |             |
| Mistrovství světa               | BDO         | BDO         | W           | 3R          | F           | SF          | QF          | QF          | 1R          | SF          | 3R          | SF          | SF                | SF                | QF                | 2R                | 1R          | Ret.              | 2R                | 3R                | 4R                | 2R          |
| World Masters                   | Nekonalo se | Nekonalo se | Nekonalo se | Nekonalo se | Nekonalo se | Nekonalo se | Nekonalo se | Nekonalo se | Nekonalo se | SF          | 1R          | F           | 1R                | QF                | F                 | DNQ               | Ret.        | Nekvalifikoval se | Nekvalifikoval se | Nekvalifikoval se | Nekvalifikoval se | DNP         |
| UK Open                         | BDO         | W           | W           | SF          | 5R          | DNQ         | 5R          | 5R          | QF          | SF          | 5R          | 4R          | 4R                | QF                | 3R                | 4R                | Ret.        | 2R                | 3R                | 4R                | 4R                | 4R          |
| World Matchplay                 | BDO         | DNQ         | QF          | QF          | QF          | F           | QF          | QF          | 2R          | 2R          | 2R          | 1R          | 1R                | 2R                | 2R                | DNQ               | Ret.        | DNQ               | DNQ               | 1R                | 1R                |             |
| World Grand Prix                | BDO         | 2R          | SF          | F           | F           | SF          | 2R          | 2R          | 1R          | 2R          | 2R          | 1R          | SF                | QF                | 2R                | DNQ               | Ret.        | DNQ               | DNQ               | 1R                | 1R                |             |
| Mistrovství Evropy              | Nekonalo se | Nekonalo se | Nekonalo se | QF          | 2R          | QF          | SF          | SF          | QF          | 2R          | SF          | 1R          | Nekvalifikoval se | Nekvalifikoval se | Nekvalifikoval se | Nekvalifikoval se | Ret.        | DNQ               | DNQ               | 1R                | 1R                |             |
| Grand Slam of Darts             | NH          | NH          | 2R          | QF          | SF          | 2R          | RR          | RR          | W           | RR          | 2R          | SF          | QF                | 2R                | RR                | DNQ               | Ret.        | RR                | SF                | DNQ               | DNQ               |             |
| Players Championship Finals     | Nekonalo se | Nekonalo se | Nekonalo se | Nekonalo se | QF          | DNP         | DNP         | 2R          | 1R          | QF          | 1R          | 1R          | QF                | 1R                | DNQ               | QF                | Ret.        | 2R                | 1R                | 1R                | 2R                |             |
| Nehodnocené televizní turnaje   |             |             |             |             |             |             |             |             |             |             |             |             |                   |                   |                   |                   |             |                   |                   |                   |                   |             |
| Premier League Darts            | BDO         | SF          | SF          | SF          | SF          | 6.          | SF          | SF          | 5.          | SF          | W           | SF          | 7.                | 6.                | 6.                | 9.                | Ret.        | Nezúčastnil se    | Nezúčastnil se    | Nezúčastnil se    | Nezúčastnil se    |             |
| World Cup of Darts              | Nekonalo se | Nekonalo se | Nekonalo se | Nekonalo se | Nekonalo se | W           | NH          | NH          | SF          | 2R          | W           | SF          | F                 | W                 | W                 | DNQ               | Ret.        | Nekvalifikoval se | Nekvalifikoval se | Nekvalifikoval se | Nekvalifikoval se |             |
| World Series of Darts Finals    | Nekonalo se | Nekonalo se | Nekonalo se | Nekonalo se | Nekonalo se | Nekonalo se | Nekonalo se | Nekonalo se | Nekonalo se | Nekonalo se | Nekonalo se | QF          | 2R                | 2R                | SF                | QF                | Ret.        | DNQ               | DNQ               | QF                | 2R                |             |
| Bývalé televizní turnaje        |             |             |             |             |             |             |             |             |             |             |             |             |                   |                   |                   |                   |             |                   |                   |                   |                   |             |
| Champions League of Darts       | Nekonalo se | Nekonalo se | Nekonalo se | Nekonalo se | Nekonalo se | Nekonalo se | Nekonalo se | Nekonalo se | Nekonalo se | Nekonalo se | Nekonalo se | Nekonalo se | DNQ               | SF                | DNQ               | DNQ               | Nekonalo se | Nekonalo se       | Nekonalo se       | Nekonalo se       | Nekonalo se       | Nekonalo se |
| Las Vegas Desert Classic        | BDO         | F           | W           | 2R          | F           | Nekonalo se | Nekonalo se | Nekonalo se | Nekonalo se | Nekonalo se | Nekonalo se | Nekonalo se | Nekonalo se       | Nekonalo se       | Nekonalo se       | Nekonalo se       | Nekonalo se | Nekonalo se       | Nekonalo se       | Nekonalo se       | Nekonalo se       | Nekonalo se |
| Masters of Darts                | SF          | NH          | W           | Nekonalo se | Nekonalo se | Nekonalo se | Nekonalo se | Nekonalo se | Nekonalo se | Nekonalo se | Nekonalo se | Nekonalo se | Nekonalo se       | Nekonalo se       | Nekonalo se       | Nekonalo se       | Nekonalo se | Nekonalo se       | Nekonalo se       | Nekonalo se       | Nekonalo se       | Nekonalo se |
| Statistika                      |             |             |             |             |             |             |             |             |             |             |             |             |                   |                   |                   |                   |             |                   |                   |                   |                   |             |
| Pořadí v žebříčku na konci roku | NR          | 32          | 2           | 2           | 2           | 3           | 8           | 8           | 13          | 10          | 14          | 16          | 12                | 9                 | 17                | 40                | NR          | 58                | 29                | 29                | 34                |             |

| Legenda | Legenda | Legenda | Legenda        | Legenda | Legenda           | Legenda | Legenda     | Legenda | Legenda       |
| ------- | ------- | ------- | -------------- | ------- | ----------------- | ------- | ----------- | ------- | ------------- |
| #R      | kolo    | QF      | čtvrtfinále    | SF      | semifinále        | F       | finalista   | W       | vítěz         |
| RR      | skupina | DNP     | nezúčastnil se | DNQ     | nekvalifikoval se | NH      | nekonalo se | Ret.    | konec kariéry |

## Zakončení devíti šipkami
V lednu roku 2009 ve čtvrtfinále mistrovství světa se stal prvním hráčem na okruhu, který na turnaji zakončil leg devítkou.
| Datum             | Soupeř        | Turnaj                          | Způsob                          | Odměna  |
| ----------------- | ------------- | ------------------------------- | ------------------------------- | ------- |
| 23. března 2006   | Peter Manley  | Premier League Darts            | 3 × T20; 3 × T20; T20, T19, D12 | –       |
| 2. ledna 2009     | Jelle Klaasen | PDC Mistrovství světa v šipkách | 3 × T20; 3 × T20; T20, T19, D12 | £20 000 |
| 28. prosince 2009 | Brendan Dolan | PDC Mistrovství světa v šipkách | 3 × T20; 3 × T20; T20, T19, D12 | £25 000 |
| 29. dubna 2010    | Terry Jenkins | Premier League Darts            | 3 × T20; 3 × T20; T20, T19, D12 | –       |
| 17. července 2010 | Denis Ovens   | World Matchplay                 | 3 × T20; 3 × T20; T20, T19, D12 | £5 000  |

## Nejvyšší průměry
| Průměr | Datum              | Soupeř                | Turnaj                 | Kolo       | Skóre   |
| ------ | ------------------ | --------------------- | ---------------------- | ---------- | ------- |
| 113.38 | 3. června 2018     | Dimitri Van den Bergh | PDC World Cup of Darts | Semifinále | 4–2 (l) |
| 113.04 | 20. září 2012      | Terry Jenkins         | Mistrovství Evropy     | 1. kolo    | 6–1 (l) |
| 112.28 | 5. dubna 2012      | Kevin Painter         | Premier League         | Liga       | 8–6 (l) |
| 110.15 | 12. listopadu 2016 | Nathan Aspinall       | Grand Slam of Darts    | Skupina    | 5–1 (l) |